# SMTown Live World Tour
Die jährliche SMTown Live World Tour, bei der Sänger der Künstleragentur SM Entertainment auftreten, gilt als eine der größten K-Pop-Welttourneen.

## Geschichte

### 2010–11
Am 4. September 2010 veranstaltete SM Entertainment das „SM Town World Tour“ im Staples Center in Los Angeles. Das Konzert brachte über eine Million US-Dollar ein, und erreichte damit Platz 9 der Billboard Boxscore Chart.
In Frankreich waren am 10. und 11. Juni 2011 über 14.000 K-Pop-Fans vor Ort.
Einige Fans waren extra aus Deutschland, Italien und anderen europäischen Ländern angereist, um an dem Konzert im Pariser Zénith teilzunehmen.

### 2012
2012 startete die dritte Tour im kalifornischen Anaheim. In Indonesien stellten die K-Pop-Stars aus SM Entertainment einen Rekord auf, als sie das Stadion in Jakarta mit 50.000 Zuschauern füllten.